# Секретен сътрудник (държавна сигурност)
Секретни сътрудници на Държавна сигурност и на разузнавателните служби на Българската народна армия, включително и на техните предшественици и правоприемници, за периода от 9 септември 1944 г. до 16 юли 1991 г. са български граждани, които са им оказвали негласна помощ в качеството на резиденти, агенти, съдържатели на явочни квартири, съдържатели на секретни (конспиративни) квартири, осведомители, доверени лица и информатори.
В периода от 9 септември 1944 г. до 16 юли 1991 г. българските специални служби работят в много тясно сътрудничество със съветските (най-голямата от които е КГБ) и възприемат много от техните методи на работа, и номенклатурни съкращения.